# Dillon Township (Missouri)
Dillon Township est un ancien township, situé dans le comté de Phelps, dans le Missouri, aux États-Unis,.
Le township est baptisé en référence à John A. Dillon, un pionnier.